# Boom Basin
Das Boom Basin (englisch für „Wummsbecken“) ist ein kleines Becken im ostantarktischen Viktorialand. In der Royal Society Range liegt es an der Nordseite des Radian Ridge unmittelbar westlich am Zusammenfluss von Pipecleaner- und Radiant-Gletscher.
Eine Mannschaft des New Zealand Geological Survey vernahm hier am 3. Dezember 1977 ein lautes Explosionsgeräusch, dessen Ursache nicht geklärt werden konnte, jedoch namensgebend für das Becken wurde.